# Un bon lloc per a visitar
"Un bon lloc per a visitar" (títol original en anglès "A Nice Place to Visit") és el vint-i-vuitè episodi de la sèrie de televisió d’antologia La Dimensió Desconeguda, Es va emetre originalment el 15 d'abril de 1960 a CBS. El títol prové de la dita: "És un lloc agradable per visitar, però no voldria viure-hi". Ha estat doblat al català i emès per TV3.
El 1965, es va emetre una versió lleugerament modificada d'aquesta història al programa de ràdio Theater Five. "The Land of Milk and Honey", l'episodi número 154, va conservar tots els aspectes importants d'aquest episodi, incloent les insinuacions i el final sorpresa. El 14 de novembre de 1935, el programa de ràdio The Fleischmann's Yeast Hour presentat per Rudy Vallee va emetre una obra de teatre titulada The Other Place protagonitzada per Colin Clive i Leo G. Carroll. Va ser escrit per John Balderston i tractava un tema similar.

## Narració d'obertura
| « | Retrat d'un home a la feina, l'única feina que ha fet mai, l'única feina que coneix. Es diu Henry Francis Valentine, però es diu "Rocky", perquè així ha estat la seva vida: rocosa i perillosa i costa amunt en una carrera morta durant tot el camí. Ara està cansat, cansat de córrer o de voler, d'esperar els descansos que arriben als altres però mai a ell, mai a Rocky Valentine. | » |

La narració continua després que Rocky sigui disparat pels policies.
| « | Un home petit espantat i enfadat. Ara creu que tot s'ha acabat, però s'equivoca. Per a Rocky Valentine, només és el començament. | » |

## Argument
Després de robar una botiga d'empenyorament, Henry Francis "Rocky" Valentine és disparat en un tiroteig per un agent de policia mentre intenta fugir. Es desperta i es troba aparentment il·lès per la trobada mentre el saluda un home gran i genial de vestit blanc anomenat Pip. En Pip explica que li han encarregat que guiï en Rocky i li doni el que desitgi. En Rocky sospita, pensant que en Pip està intentant estafar-lo, però en Pip demostra que té informació detallada sobre els gustos i aficions d'en Rocky. Rocky exigeix que en Pip li lliuri la cartera; En Pip diu que no en porta cap, però li dona a Rocky 700 dòlars directament de la seva butxaca i diu que pot proporcionar tants diners com en Rocky vulgui.
Pensant que en Pip està intentant seduir-lo perquè cometi un crim, Rocky el sosté a punta de pistola mentre els dos viatgen a un apartament de luxe. En Pip explica que l'apartament i tot el que hi ha són gratuïts, i en Rocky comença a relaxar-se i es canvia per un vestit car. No obstant això, les seves sospites tornen a augmentar quan se li porta un àpat, i li demana que en Pip el tasti primer per demostrar que no està enverinat. Quan en Pip es resisteix, dient que s'ha oblidat de com menjar després de segles de no fer-ho, en Rocky li dispara diverses vegades, però descobreix que les seves bales no tenen cap efecte. Rocky s'adona que està mort, i conclou que és al Cel i en Pip és el seu àngel de la guarda. Com en Pip diu que pot tenir el que vulgui, en Rocky demana 1 milió de dòlars i una dona bonica, i ràpidament compleix ambdues peticions.
En Rocky visita un casino amb tres dones, guanyant totes les apostes que fa mentre les noies boniques s'apleguen al seu voltant, i gaudeix de poder turmentar un policia després que en Pip l'encongeix. Més tard, en Rocky li pregunta a en Pip si pot veure alguns dels seus vells amics que també han mort, però en Pip diu que aquest món és només per a Rocky. Excepte els dos homes, ningú no és real. Quan en Rocky es pregunta quines bones accions hauria pogut fer per entrar al cel, en Pip el porta a visitar el Saló dels Records. Rocky examina el seu propi fitxer i descobreix que només conté una llista dels seus crims, però decideix no preocupar-se per això. En Pip se'n va, dient que es pot contactar per telèfon quan calgui.
Un mes després, en Rocky s'ha avorrit de satisfer els seus capritxos a l'instant. Guanya tots els partits al casino i les dones fan el que ell vol. Truca en Pip, que apareix a l'instant, i li demana un repte en el qual podria córrer el risc de perdre. En Pip s'ofereix a fer que perdi de tant en tant al casino, però en Rocky descarta la idea ja que sabria de la configuració. En Pip suggereix robar un banc, però en Rocky també abandona ràpidament aquesta idea, ja que un resultat planificat prèviament eliminaria l'emoció del crim. Decidint que es tornarà boig si es queda en aquest paradís sufocant fins i tot un dia més, en Rocky demana a en Pip que l'enviï a "a l'altre lloc", insistint que no pertany al cel. Pip respon: "El cel? Què li va donar la idea que estava al cel, senyor Valentine? Aquest ÉS l'altre lloc!"
Aleshores en Pip riu malèvolament mentre observa com un Rocky ara horroritzat intenta escapar sense èxit del seu "paradís".

## Narració de cloenda
| « | Un home petit espantat i enfadat que mai no va descansar. Ara té tot el que sempre ha desitjat, i haurà de conviure amb això per l'eternitat, a la Dimensió Desconeguda. | » |

## Repartiment
- Larry Blyden com a Henry Francis "Rocky" Valentine
- Sebastian Cabot com a Mr. Pip